# Natan Sharansky
Natan Sharansky (antes conhecido como Anatoly Shcharansky ou Анатолий Щаранский, em russo; Donetsk, 20 de janeiro de 1948) é um político israelense, ativista dos Direitos humanos e escritor que, como um refusenik (proibido de emigrar) na União Soviética durante os anos de 1970 e 1980, passou nove anos nas prisões soviéticas. Foi um símbolo da dissidência soviética e o primeiro preso político libertado por Mikhail Gorbachev. Quando estava no 'gulag' soviético, ele lia e estudava os 150 salmos (em hebraico). Numa carta ele perguntou: "que vantagem isso me traz?" ele mesmo respondeu: "aos poucos meu sentimento de grande perda e dor se transforma em grandes esperanças". Numa ocasião os guardas tiraram o livro de Salmos, ele se deitou na neve, imóvel, até que lhe devolvesse o livro. Durante aqueles 13 anos sua esposa viajou o mundo fazendo campanha por sua libertação. Ao aceitar um Título Honorífico em nome dele, ela disse a um público universitário: "Numa solitária na prisão de Chistopol, trancado e sozinho com os Salmos de DAVI, Anatoly encontrou, nas efusões do rei de Israel de milhões de anos antes dele, uma forma de expressão de seus sentimentos mais profundos". Extraído do livro de Philip Yancey.

## Biografia
Licenciado em Matemática aplicada pelo Instituto Tecnológico de Física de Moscou e sobrevivente do Gulag soviético, onde passou oito anos. Foi assistente do conhecido físico, dissidente soviético e ativista dos Direitos Humanos, Andrei Sakharov. De março de 2003 até maio de 2005 foi ministro de Assuntos da Diáspora do governo israelense, servindo sucessivamente como primeiro-ministro em funções de Israel, ministro da Habitação e Construção desde março de 2001, ministro do Interior e ministro de Comércio e Indústria. Em abril de 2005 se demitiu do gabinete de Ariel Sharon como protesto pela retirada unilateral da Faixa de Gaza.
Em 15 de dezembro de 2006, o presidente dos EUA George W. Bush outorgou-lhe a Medalha da Liberdade, a máxima condecoração que pode receber um civil nos Estados Unidos. Sharansky venceu Garry Kasparov em uma partida de Xadrez durante uma exibição simultânea em Israel, em 1996.

## Obras
- Fear No Evil (1998)
- Alegações pela democracia, junto com Ron Dermer (2006)